# Louis Adrien Le Paige
Pour les articles homonymes, voir Le Paige.
Louis Adrien Le Paige, né en 1712 et mort en 1802, est un avocat français et l'un des principaux animateurs du mouvement janséniste au XVIIIe siècle.

## Biographie
Issu d'une famille liée au parlement et à la Sorbonne, neveu du syndic Le Hideux, Louis Adrien Le Paige commença dès l'âge de 20 ans, en 1732, à polémiquer contre la bulle Unigenitus Dei Filius. Ce texte du pape Clément XI, publié en 1713 et rédigé à la demande de Louis XIV, condamnait l'ouvrage de l'oratorien Pasquier Quesnel, Le Nouveau Testament en français avec des Réflexions morales, notamment sur sa conception de la théorie du salut et devait donner le coup de grâce à un mouvement janséniste fort affaibli par la disparition de ses grandes figures de proue. Maladroitement formulée, heurtant les susceptibilités de l'Église de France et fulminée peu de temps avant la mort du roi, la bulle fut mal reçue dans le royaume. Renforcé par l'appui d'une grande partie de la sensibilité gallicane, le mouvement janséniste connut une nouvelle jeunesse grâce à elle.
Conscient de la portée symbolique de l'acceptation ou du refus de la bulle tant en termes ecclésiologiques que politiques, Le Paige n'eut de cesse de la combattre toute sa vie durant. Grâce à ses réseaux dans le milieu robin, il fut l'un de ceux qui contribuèrent au glissement du débat depuis le terrain théologique jusqu'au domaine judiciaire et politique. Grâce à la protection du prince de Conti et à sa position de bailli du Temple, Le Paige bénéficia d'une relative immunité qui lui permit de multiplier libelles et pamphlets et de jouer un rôle de cheville ouvrière dans l'opposition croissante des parlements à la monarchie. Le Paige est notamment à l'origine de la théorie de l'union des classes selon laquelle les treize parlements que compte la France ne constituent que les classes d'un seul et même Parlement,.
Le Paige fut également l'un des grands animateurs du mouvement convulsionnaire et l'un de ceux qui furent à l'origine de l'expulsion des jésuites du royaume de France.
Le Paige est notamment l'auteur des Lettres historiques sur le Parlement, sur le droit des Pairs et sur les lois fondamentales du Royaume, (1753), de Mémoires au sujet d'un nouvel écrit (de l'abbé Capmartin de Chaupy) contre le Parlement, intitulé : Observations sur le refus que fait le Châtelet de reconnaître la Chambre royale (1754), et de Dissertation sur le droit de convoquer les États Généraux, tirée des capitulaires, des ordonnances du royaume, & des autres monumens de l'histoire de France (1787).

## Le fonds Le Paige
Très âgé, aveugle et ruiné par la Révolution, Le Paige dut vendre sa bibliothèque à deux frères, Roch et Amable Pâris. Ceux-ci firent transférer les livres chez eux à sa mort, en 1802. Au moment du décès du dernier survivant, Jean-Amable Pâris, en 1845, le fonds Le Paige fut légué à l'ancêtre de la Société de Port-Royal. Ce fonds d'une importance considérable tant pour les questions théologiques que politiques, est conservé à Paris, à la Bibliothèque de la Société de Port-Royal.